# 坂本ですが?
『坂本ですが？』（さかもとですが）は、佐野菜見による日本の漫画。年10回刊漫画誌『ハルタ』（KADOKAWA）の奇数月発売号にて連載された。単行本は全4巻。
2013年12月発売の『このマンガがすごい! 2014』（宝島社）にてオトコ編第2位を獲得している。2016年4月から6月にかけてテレビアニメが放送された。

## 概要
作者の初連載作品として2012年4月に発売された隔月誌『Fellows!』（エンターブレイン）volume22より連載が開始された後、その後継誌である年10回刊誌『ハルタ』volume2よりvolume30まで連載された学園ギャグ漫画。端正な絵柄で描かれたスタイリッシュ&クールな展開によって生み出されるギャグが最大の特徴となっている。2013年1月の単行本第1巻発売直後から注目を浴び、同年6月発売の『ダ・ヴィンチ』（メディアファクトリー）7月号では「上半期 BOOK OF THE YEAR」男性マンガ部門第1位に選出された。これ以降も本作は、2013年度「コミックナタリー大賞」第1位、『このマンガがすごい!2014』（宝島社）オトコ編第2位と、各漫画賞にて上位にランクインされている。
本作は元々2011年8月発売の『Fellows!』volume18に作者によるデビュー3作目として掲載された同名の読み切り作品であったが、読者人気を得たため連載化されたという経緯を持つ。2013年2月には掲載誌の『Fellows!』が『ハルタ』へ誌名変更し、刊行ペースも隔月から年10回刊へと上昇した。本作もこれに合わせて『ハルタ』へ移行したが、刊行ペース上昇後も『Fellows!』時代と変わらず隔月ペースで連載されているため、毎号掲載ではなく基本的に奇数月発売号に掲載されている。なお単行本では前述した読み切り版を第1話としている関係上『Fellows!』時代は掲載誌と単行本で話数表記に1話分ズレが生じていたが、『ハルタ』での初掲載号であるvolume2掲載話にて話数表記の調整が行なわれたため現在は表記ズレが無くなっている。
また2013年4月下旬より一部書店で開催された「電車で読めないマンガフェア」に本作が参加しており、スペシャル番外編として電車をテーマとした4ページの描き下ろし一コマ漫画が記載された巻四つ折りペーパーが第1巻の増刷分に付属した。更に同年11月発売の『ハルタ』volume9には、同誌掲載作家21人が本作を題材に執筆した1ページのイラストもしくは漫画を収録した折込小冊子『坂本へ捧ぐ21の旋律』が付属している。これらは2016年現在、いずれも単行本未収録である。
阪神電車の鳴尾駅を中心に、兵庫県西宮市を作品の舞台としている。テレビアニメ化を記念して阪神電鉄とのコラボ企画『阪神電車ですが?』が行われ、スタンプラリー開催期間中は鳴尾駅に等身大パネルが設置されたり、階段に坂本のイラストが貼付されたりした。

## あらすじ
県立学文高校の1年2組、そこには入学早々学校中の注目を集める男がいた。彼の名は坂本。注目を集める要因は彼のその行動の美しさにあった。挙動は全てがスタイリッシュ&クーレストであり、何より彼の行動1つ1つには人を惹きつける「何か」があった。そんな完全無欠の学園生活を送る坂本を中心とする人情ギャグ漫画である。

## 登場人物

### 主人公
坂本（さかもと）
声 - 緑川光
本作の主人公。基本的に一人称は「僕」だが「私（わたし・わたくし）」という事もある。下の名前はかすれていたり隠されていたり雑音でかき消されるなどして不詳（黒沼曰く放送禁止用語）。私立イノセンス学園出身。
メガネで七三分けの美少年。一挙手一投足すべてがクールでスタイリッシュな高校生。絵に描いたようなエリートで、学問・スポーツの成績どちらも優秀である。裁縫ができる、筆記体が書ける、こちらを向いている生徒を透かして黒板の文字を板書する、逆さに見ると正面とは違う絵柄がでてくる絵を描くなど洒落たものから人知を超えたような能力まで数多く備えている。
これらの個性的で多彩な能力は坂本の「秘技」として放たれ、周囲を魅了しつつ問題を抱えた人々の救済にまで至る力を秘めている。
動物が好きで、放課後に小鳥の様子を見に木の上の小屋に出向いたり、校庭に現れた犬を「ゲスト様」と呼んだりする。テストは毎回全て100点で、性知識が異常なほど豊富なようで保健のテストは120点を獲得している（「性に関する知識がティーンエイジャーの域を超えている」とコメントが添えられていた）。
将来はNASAで働くことを目指しており、宇宙規模の壮大すぎる夢を持っている。最終回では夢の実現のために宇宙開発組織の招きにより学校を去ることを決意。別れを惜しむクラスメイトの涙ながらのエールによりこの時ばかりは坂本のクールなポーカーフェイスが崩れ学文高校を後にした。

### 1年2組
久保田 吉伸（くぼた よしのぶ）
声 - 石田彰
1年2組のクラスメイト。天然パーマのチビで小太り、ニキビ顔の青年。当初は不良たちにパシリや財布代わりとして使われていた。いじめられっ子であり、そんな生活を送っているのは「自分が弱いからだ」と言い訳し逃げていたが、坂本の奇想天外な行動と秘技により改心し、久保田は自分の「誇り」が汚されるのが嫌だったと理解した。その一件の後は坂本の親友となり、同時に髪形にこだわりを持って次々に変えるのが趣味となっている（しかし何れも似合っているとは言い難い）。話が進むにつれて勉強を坂本から教わるようになったり、8823の望む坂本とのタイマンを実現させるための挑発として不良グループの1年生2人に髪を切られた際に坂本がタイマンに向かうなど絆が深くなっている。
一度坂本を自宅に招いた際、吉伸の母親が坂本にほれ込んでしまったため家庭崩壊を起こしかけ、坂本との仲は良いものの自宅に呼ぶ際は悩みの種となる。
前田 あつし（まえだ あつし）
声 - 杉田智和
1年2組のクラスメイト。いわゆるヤンキー。仲間からは「あっちゃん」と呼ばれている。同じクラスで何かと目立つ坂本を標的にいじめを行おうとするもクールにかわされ続け逆に目立たせる結果となってしまう。これに苛立ちまりおやケンケンと本格的に坂本をシメる画策を練るも、煙草の不始末で小火騒ぎを起こしてしまいピンチに陥り、坂本の秘技により難を逃れ救われる。
この一件以来あつしは坂本に憧れのような感情を抱き、仲が良いのか悪いのかよく分からないスタンスで交流を持つことが多い。なお交流を持つようになったのがきっかけで禁煙するようになり、代わりに坂本の妙技を見るためにシャボン玉遊びをするようになった。
最終回では、深瀬にそそのかされて言われた通りに坂本を殺そうとするが、勢い余り自分が落下してしまうところを坂本に助けられ泣きながら謝罪。坂本の転校による別れの際には「一生ダチだからな」と涙ながらに叫んだ。
まりお
声 - 武内健
1年2組のクラスメイト。あつしのヤンキー仲間。小太りで眉を剃り顎髭を生やしている方。
ケンケン
声 - 檜山修之
1年2組のクラスメイト。あつしのヤンキー仲間。髪を染めて逆立てている方。
黒沼 あいな（くろぬま あいな）
声 - 堀江由衣
1年2組のクラスメイト。ツインテールで可愛らしい見た目と仕草が特徴的なクラスの男子のアイドル的存在。坂本に対して恋愛感情を抱いており、彼に積極的にアタックするものの落とせないでいる。可愛らしい見た目とは裏腹に性格は計算高く、ぶりっこであることからクラスの女子には好かれていなかったが、坂本の画策によってクラスの女子との距離が縮まることとなり特に八木や田中とは最初に友達になる。その後も他の女子生徒同様坂本を追いかけており、その恋愛スキルと驚異的な身体能力を使い坂本に近づくチャンスを作ろうと努力している。
華奢な見た目に反してバカがつくほどの怪力の持ち主であり、女子生徒らと打ち解けた後はチンパンジー級の推定握力300kgという馬鹿力をネタにいじられるようになる。
瀬良 裕也（せら ゆうや）
声 - 森久保祥太郎
1年2組のクラスメイト。顔はそれなりに良いがナルシストであり、目立ちたがり屋。ファッション雑誌に読者モデルとして載ったことがあり、ナルシスト故にそれをひけらかしクラスの女子をウンザリさせている。お調子者でプライドを持ってはいるが薄っぺらく、少しの恐怖でそれは容易く崩れ去ってしまう性格。初登場から体形はメタボリック気味であったが、話が進むにつれ腹の出っ張りが存在感を増してくる。
いつも注目を集める人気者の坂本を一方的にライバル視しているが、彼の完全無欠のポテンシャルを前にそのプライドはずたずたにされる。しかし坂本に窮地を救われ、またその美しく戦う姿に見とれてしまい、後に「オモシロキャラ」として自分の人気の活路を見出した。
体育祭では相変わらず目立つ坂本に恥をかかせる為クラスの男子達と様々な妨害を仕掛けるも、リレーの際にはそのとばっちりが八木に及んでしまい、全校生徒の前で恥をかいた彼女への償いとして自ら脱衣し全裸で走るという捨て身の行動で憎まれ役を演じ、彼女への罵詈雑言を全て自分に向けさせた。クラスメイトからは罵声罵倒を散々に浴びるもその様を坂本は「メタボリックな勇者」と賞賛した。
八木（やぎ）
声 - 生天目仁美
1年2組のクラスメイト。やや跳ねた黒髪のロングヘアと釣り気味の目が特徴。黒沼のことは好きでなかったが坂本の画策により距離が縮まり友達になる。体育祭では坂本からのバトンを受け取ることに失敗して女子たちの反感を買い落ち込むが、瀬良の捨て身の償いで恥を受けずに済んだ事やそれが自分の為である事に気付いているため、瀬良に対しカッコいいところもあると評価した。
田中（たなか）
声 - 藤田咲
1年2組のクラスメイト。八木の友達。八木と同様黒沼を好きではなかったが坂本の画策により友達になる。
藤田 恵（ふじた めぐみ）
声 - 中原麻衣
1年2組のクラスメイトで委員長。真面目で気立てもよいが控えめな性格であり、彼女も坂本のファンではあるものの他の女子たちより一歩引き気味な接し方をする。坂本を盗撮する趣味を持っていたが、ふとした出来事を経て、堂々と坂本を撮影出来るようになった。
みーちゃん
声 - 植田佳奈
1年2組のクラスメイト。藤田の友達。切りそろえた前髪とフレームの太い眼鏡が特徴。気が弱い委員長の代わりに男子相手にもズバズバ物を言う性格。
カナちゃん
声 - 田村ゆかり
1年2組のクラスメイト。藤田の友達。ロングヘアのツインテールが特徴の元気っ娘。
エリカ
声 - 高橋美佳子
1年2組のクラスメイト。藤田の友達。ゴリラのようにガタイが良く、何故か流行に敏感。
森田（もりた）
声 - 前野智昭
1年2組のクラスメイト。文化祭の際、深瀬に唆されて坂本を罠にはめてしまう。茶髪。
安田（やすだ）
声 - 鈴木達央
1年2組のクラスメイト。森田の友達で、深瀬に唆されて坂本を罠にはめてしまう。坊主頭。

### 不良グループ
丸山先輩（まるやませんぱい）
声 - 稲田徹
2年生。不良グループの準リーダー格で、1年生の教育係。｢教育」と称し1年生を扱き使うため、同じヤンキーからは冷視されている。また王様精神が強いために周りを見下す癖があり、2年生を仕切っている8823を良く思っていない。後輩をパシらせることによって快適に高校生活を過ごそうとしたが、坂本の度の過ぎた「おもてなし」によって恐怖を覚え、逆に自ら進んで行動するようになった。しかしその後は坂本を見るたびおもてなしの悪夢がよみがえり嘔吐感に苛まれることとなり、坂本と絡むことを避けている。
8823先輩（ハヤブサせんぱい）
声 - 遊佐浩二
2年生。不良グループのリーダー。イケメンかつ頭も切れ人望も厚い上に喧嘩も強い学文高校のトップに君臨する漢。学文高校の不良たちを総括している「カリスマヤンキー」。学文の後輩ヤンキーはピンチの時に彼を頼っている。あっちゃんの憧れの存在でもある。坂本には及ばずとも女子からの注目も高い。
８８２３の由来は不明だが、本名は「翔(しょう)」だと思われる。
丸山が坂本を恐れるようになったため、示しがつかないとして坂本にタイマンの勝負を挑むものの、最終的には技量でも人間の器としても敗北。元々義理堅く筋は通す性格ため、後輩の失態により坂本とのタイマンを実現するために被害を被った久保田の家まで押しかけ後輩と共に土下座して謝った。これ以来、坂本に一目置いており、家庭の都合でフランス料理のマナーを学ばなければならなくなった際は坂本に頭を下げて教えを乞う。
家庭では母親とは死別していると思われ、まだ幼い弟妹のために家事をこなしている。
ハルタvolume36では彼を主人公としたスピンオフ読切作品「人よんで8823」が掲載されている。
深瀬（ふかせ）
声 - 岩田光央
8823や丸山にも恐れられる不良グループの3年生。「留年している」「三十路を超えている」「バツ2」など様々な噂が飛び交うが、実年齢等その実態はつかめない。普段学校には来ないが時たまフラリと現れては、暇つぶしのためだけに学校の人気者の居場所を根こそぎ奪う「ゲーム」を仕掛けてくる。落ち着いた物腰だが相手の隙につけ込んで、言葉巧みに扇動するほど話術に長け、自分の手は決して汚さないことを信条とする残忍で狡猾な男。
後半では坂本を潰すために学校に来ることが多くなるが、坂本や8823ら不良グループによって強制的に卒業式を行われてから二度と来ることが無くなった。
その後は、近隣の海でサーフボードを持った姿を目撃されている。

### 教師
小林 茂（こばやし しげる）
声 - 矢部雅史
1年2組の担任。老人だがアマゾンやアフリカにツアーに出かけるなどアクティブな人物。昔スズメバチに刺されたことがあり、再び刺されると命に関わるためスズメバチを恐れている。
角田（かくた）
声 - 中田譲治
風紀指導の教師。担当教科は保健体育。生徒からは「角セン」と呼ばれている。いつもこれ見よがしに遅刻ギリギリで登校する坂本を敵視している。しかし敵視すればするほど坂本の風紀の完璧さ、器の大きさに感服させられている。角刈りで色黒のがっしりとした体躯で、その角刈りの揃いぶりは坂本によって定規の代用を作成する際に利用された。
森田によると双子らしい。

### その他
久保田 茂美（くぼた しげみ）
声 - くじら
久保田吉伸の母。韓流ドラマが好きで、特にチョン・チョリソー（声 - 福山潤）という俳優が好き。坂本が久保田に勉強を教えに家に来た際、チョンに似ている坂本に一目ぼれし、付け狙うようになった。
不良
声 - 八代拓、竹内良太
3話に登場。赤毛でピアスをつけている。久保田をいじめていたが、坂本により改心させられた。
松山（まつやま）
声 - 斎賀みつき
２話に登場。坂本と久保田がバイトをしている、ハンバーガー店の女性店長。坂本を見込んでレジ担当にした結果、お客が大量に来た。仕事には厳しいが、バイト初日の久保田を労わるなど気遣いも忘れない。
警察官（けいさつかん）
声 - 楠大典
5話に登場。
飯田（いいだ）
声 - 伊藤健太郎
レンタルビデオショップの店長。アダルトビデオを借りようとする坂本を警戒している。
店員
声 - 黑岩拓朗
レンタルビデオショップの店員。
ゆうと、大将、こういち
声 - 村瀬歩（ゆうと）、石原朋典（大将）、高城元気（こういち）
南市立小学校に通う悪ガキ小学生。
美人局
声 - 天野由梨
10話に登場。

## 書誌情報
- 佐野菜見 『坂本ですが？』 KADOKAWA〈ビームコミックス〉、全4巻
  1. 2013年1月25日発行（1月15日発売）、ISBN 978-4-04-728633-7
  2. 2013年11月27日発行（11月15日発売）、ISBN 978-4-04-729273-4
  3. 2014年12月26日発行（12月15日発売）、ISBN 978-4-04-730087-3
  4. 2016年1月27日発行（1月15日発売）、ISBN 978-4-04-730925-8

## テレビアニメ
2016年4月から6月までTBSほかにて放送された。ナレーションは小林清志が担当する。当初は全13話の予定だったが、平成28年熊本地震の影響により12話で打ち切られ、13話はBlu-rayのみに収録されることが監督の高松信司のTwitter上で発表された。
本作では原作通り登場人物による喫煙シーンが存在するが、ぼかしや光線といった規制は行われずそのまま放送された。これについて高松は自身のTwitter上で、本作のタイトルを伏せた上で「NGが出る事を覚悟して差し替え用の素材を用意していたんですが、「不良であるという演出的な表現である」という主張が認められて、そのまま放送することが出来ました」とコメントしている。
主人公役の緑川光はじめ、人気声優が多くキャスティングされている。これは緑川と若手では差がついてしまうので「レベルを一段上げた」からとのこと。

### スタッフ
- 原作 - 佐野菜見
- 監督・音響監督・脚本 - 高松信司
- キャラクターデザイン - 中嶋敦子
- プロップデザイン - 岡戸智凱
- 美術監督・美術設定 - 武藤正敏
- 色彩設計 - 佐野ひとみ
- 撮影監督 - 酒井淳子
- 編集 - 松原理恵
- 音楽 - 福田裕彦
- 音楽制作 - キングレコード
- 音響制作 - ダックスプロダクション
- プロデューサー - 田中豪、渡邉亮介、高橋きさら、菊島憲文、浦崎宣光、佐藤誠、新宿五郎、藍谷厚史
- アニメーション制作 - スタジオディーン
- 製作協力 - キングレコード、KADOKAWA、スタジオディーン、第一興商、ダックスプロダクション、日本ナレーション演技研究所
- 製作 - 坂本ですが？製作委員会、TBS

### 主題歌
「COOLEST」
カスタマイZによるオープニングテーマ。作詞・作曲・編曲はエンドウ.。
「無くした日々にさよなら」
スネオヘアーによるエンディングテーマ。作詞・作曲・編曲は渡辺健二。

### 各話リスト
| 話数              | サブタイトル               | 絵コンテ | 演出              | 作画監督                                       | 総作画監督 |
| ----------------- | -------------------------- | -------- | ----------------- | ---------------------------------------------- | ---------- |
| 第1話             | 1年2組坂本君               | 高松信司 | 牧野友映          | 石井明治、森本浩文                             | 中嶋敦子   |
| 第1話             | ビー・クワイエット         | 高松信司 | 牧野友映          | 石井明治、森本浩文                             | 中嶋敦子   |
| 第2話             | 守られるより守りたい       | 城所聖明 | 葛谷直行          | 原田峰文                                       | 木村友美   |
| 第2話             | 今日から使える恋愛心理術   | 城所聖明 | 葛谷直行          | 原田峰文                                       | 木村友美   |
| 第3話             | パシリスト坂本             | 名村英敏 | 村田尚樹          | 安田京弘 ウクレレ善似郎                        | 中嶋敦子   |
| 第3話             | 恋のかくれんぼ             | 名村英敏 | 村田尚樹          | 安田京弘 ウクレレ善似郎                        | 中嶋敦子   |
| 第4話             | 坂本はすけべですか？       | 稲垣隆行 | 久保太郎 赤城博昭 | 木村友美、西尾智恵 森本浩文、桜井正明          | 木村友美   |
| 第4話             | 授業風景オムニバス         | 稲垣隆行 | 久保太郎 赤城博昭 | 木村友美、西尾智恵 森本浩文、桜井正明          | 木村友美   |
| 第4話             | 坂本が消えた夏             | 稲垣隆行 | 久保太郎 赤城博昭 | 木村友美、西尾智恵 森本浩文、桜井正明          | 木村友美   |
| 第5話             | ソフトボール投げ           | 長田絵里 | 長田絵里          | 石井明治、森本浩文 浅井昭人、小田真弓          | 中嶋敦子   |
| 第5話             | カリスマヤンキー8823先輩   | 長田絵里 | 長田絵里          | 石井明治、森本浩文 浅井昭人、小田真弓          | 中嶋敦子   |
| 第5話             | 健康管理                   | 長田絵里 | 長田絵里          | 石井明治、森本浩文 浅井昭人、小田真弓          | 中嶋敦子   |
| 第6話             | 下校のルール               | 牧野友映 | 牧野友映          | 小林ゆかり、那須野文                           | 木村友美   |
| 第6話             | カメラ越しの恋             | 牧野友映 | 牧野友映          | 小林ゆかり、那須野文                           | 木村友美   |
| 第6話             | 食堂マーケティング         | 牧野友映 | 牧野友映          | 小林ゆかり、那須野文                           | 木村友美   |
| 第7話             | やはり坂本はすけべですか？ | 川崎逸朗 | 村田尚樹          | 浅井昭人、佐藤このみ                           | 中嶋敦子   |
| 第7話             | 瀬良のフランス革命         | 川崎逸朗 | 村田尚樹          | 浅井昭人、佐藤このみ                           | 中嶋敦子   |
| 第8話             | 文化祭はグルーミー         | 斉藤哲人 | きみやしげる      | 原田峰文、上原史也                             | 木村友美   |
| 第9話             | 坂本君と私の出会い         | 稲垣隆行 | 高橋順            | 長田絵里、木村友美 森本浩文、武本大介 安田祥子 | 中嶋敦子   |
| 第9話             | 一番近くて遠い人           | 稲垣隆行 | 高橋順            | 長田絵里、木村友美 森本浩文、武本大介 安田祥子 | 中嶋敦子   |
| 第10話            | 魔王                       | 木村延景 | 木村延景          | 森本浩文、木村友美 長田絵里、平林孝 藤井文乃   | 木村友美   |
| 第10話            | 足りないもの               | 木村延景 | 木村延景          | 森本浩文、木村友美 長田絵里、平林孝 藤井文乃   | 木村友美   |
| 第11話            | ぬくもりはいらない         | 川崎逸朗 | 赤城博昭 久保太郎 | 石井明治 ウクレレ善似郎                        | 中嶋敦子   |
| 第11話            | 1-2メモリーズ              | 川崎逸朗 | 赤城博昭 久保太郎 | 石井明治 ウクレレ善似郎                        | 中嶋敦子   |
| 第12話            | さよなら坂本君             | 牧野友映 | 牧野友映          | 浅井昭人、佐藤このみ 森本浩文、北原広大        | 木村友美   |
| 第13話 （未放送） | 坂本でした？               | 高松信司 | きみやしげる      | 原田峰文、上原史也                             | 中嶋敦子   |

### 放送局
| 放送期間               | 放送時間                     | 放送局    | 対象地域   | 備考              |
| ---------------------- | ---------------------------- | --------- | ---------- | ----------------- |
| 2016年4月8日 - 7月1日  | 金曜 2:28 - 2:58（木曜深夜） | TBSテレビ | 関東広域圏 | 製作局 / 字幕放送 |
|                        | 金曜 3:30 - 4:00（木曜深夜） | CBCテレビ | 中京広域圏 |                   |
| 2016年4月9日 - 7月2日  | 土曜 3:10 - 3:40（金曜深夜） | 毎日放送  | 近畿広域圏 | [ 注 5 ]          |
| 2016年4月10日 - 7月3日 | 日曜 1:30 - 2:00（土曜深夜） | BS-TBS    | 日本全域   | BS放送            |

### BD / DVD
| 巻 | 発売日         | 収録話          | 規格品番   | 規格品番   |
| 巻 | 発売日         | 収録話          | BD         | DVD        |
| -- | -------------- | --------------- | ---------- | ---------- |
| 1  | 2016年6月22日  | 第1話 - 第3話   | KIXA-654   | KIBA-2272  |
| 2  | 2016年7月27日  | 第4話 - 第6話   | KIXA-655   | KIBA-2273  |
| 3  | 2016年8月24日  | 第7話 - 第9話   | KIZX-253/4 | KIZB-218/9 |
| 4  | 2016年9月21日  | 第10話 - 第11話 | KIZX-255/6 | KIZB-220/1 |
| 5  | 2016年10月26日 | 第12話 - 第13話 | KIZX-257/8 | KIZB-222/3 |

| TBS 金曜2:28（木曜深夜）枠 | TBS 金曜2:28（木曜深夜）枠 | TBS 金曜2:28（木曜深夜）枠 |
| 前番組                     | 番組名                     | 次番組                     |
| -------------------------- | -------------------------- | -------------------------- |
| だがしかし （2:16 - 2:46） | 坂本ですが？               | この美術部には問題がある！ |

## ゲーム
『坂本ですが？秘技…フリータイムキラー』のタイトルで2016年5月より配信を開始。